# Вертушка (связь)

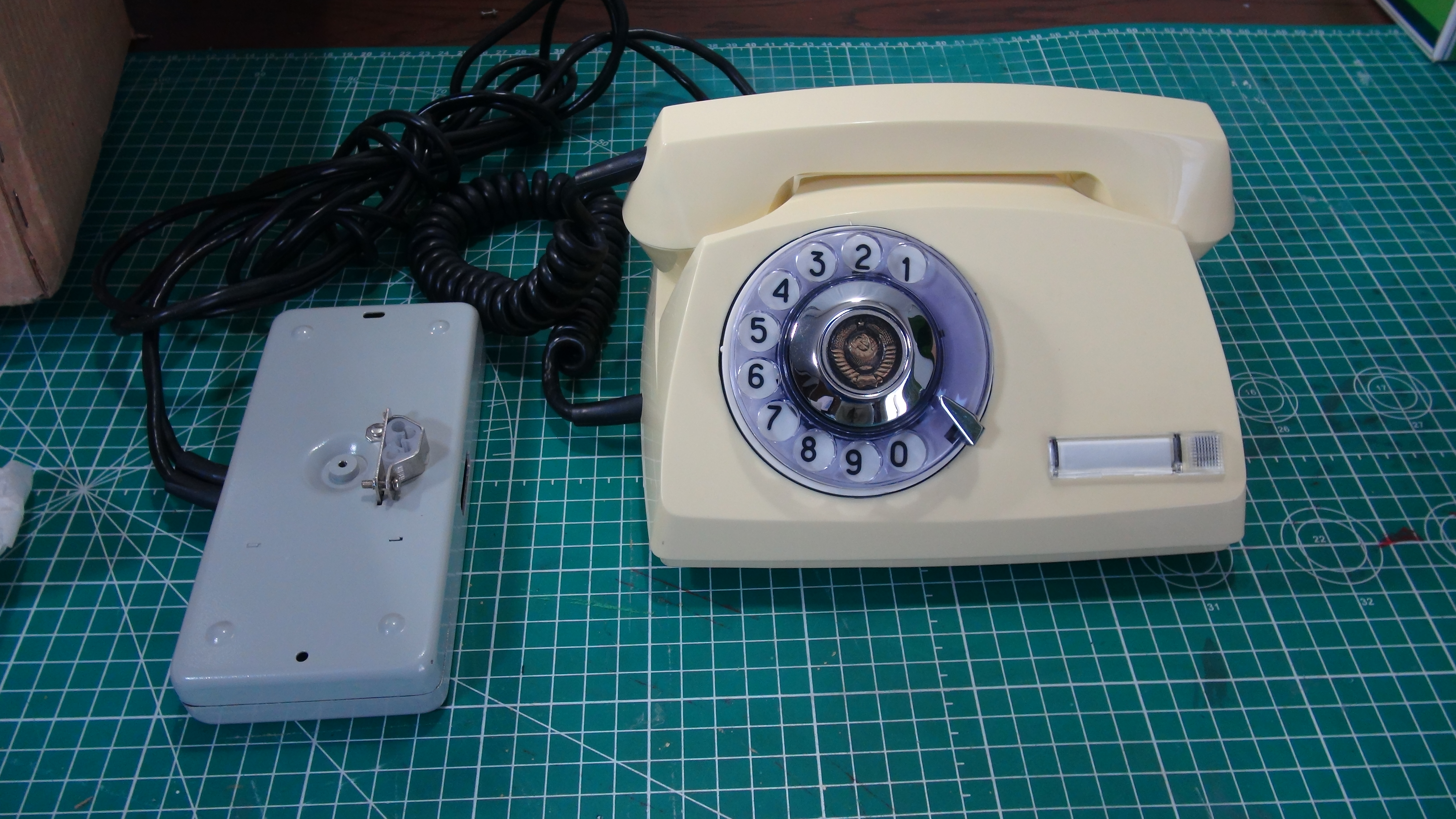
выпущенный в 1991 году и украшенный советским государственным гербом.

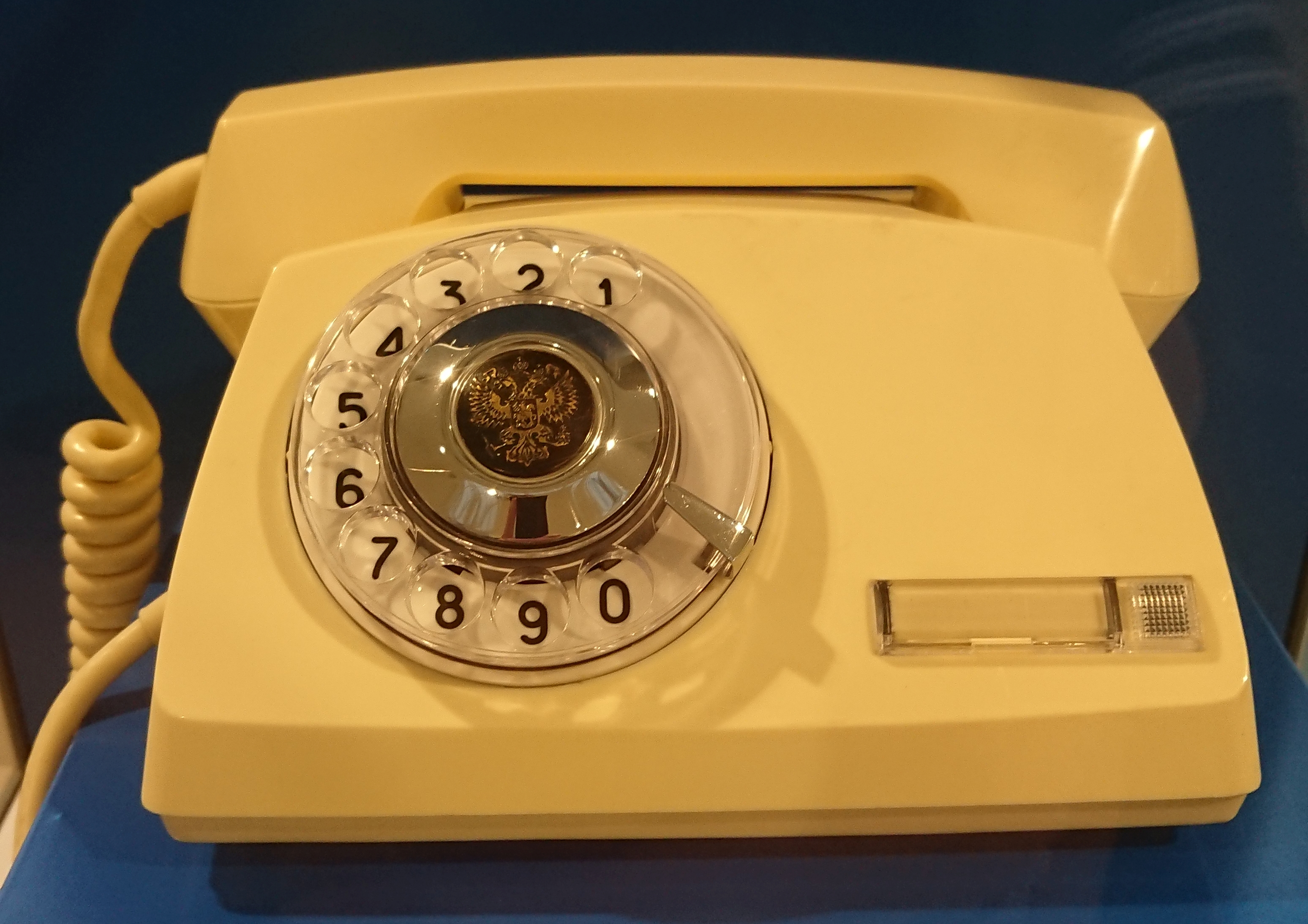
Телефонный аппарат правительственной связи, 1990-е годы

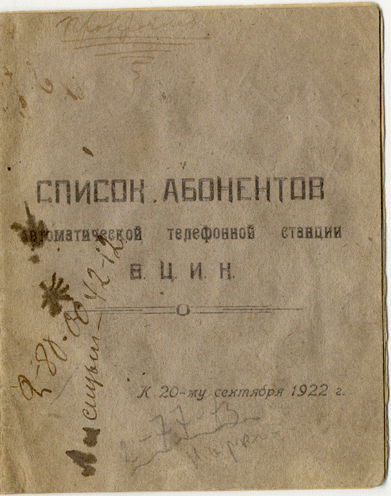
Обложка телефонного справочника Кремлёвской АТС, 1922 год.

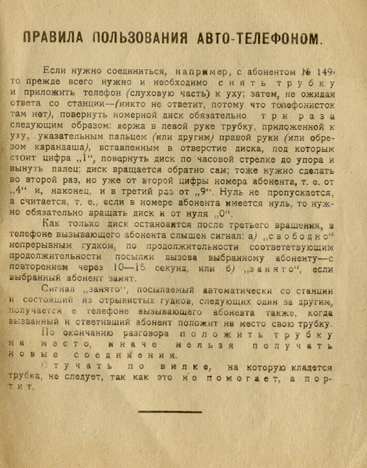
Правила пользования кремлёвской АТС

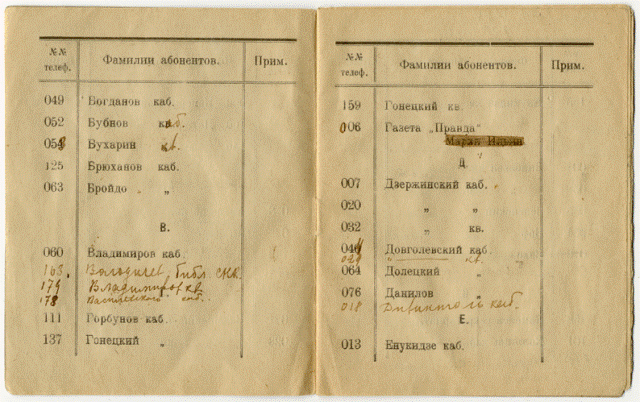
Страница с телефонами, 1922 год. Бубнов, Бухарин, Владимиров, Ганецкий, Дзержинский и Довгалевский имеют аппараты у себя на квартире

«Вертушка» — разговорное название закрытой системы партийной и правительственной телефонной связи в СССР, а также телефонного аппарата, использовавшегося в этой системе.
Первоначально была создана по указанию Владимира Ленина как внутренняя АТС Кремля. Получила неофициальное (сленговое) название «вертушка», так как в отличие от обычной телефонной сети, где в то время соединение происходило через оператора, абоненты соединялись друг с другом с помощью АТС и дискового номеронабирателя («вертушки»). Связь без участия телефонисток рассматривалась как более безопасная с точки зрения секретности.
В дальнейшем система интенсивно расширялась, а также была снабжена выходом на другие системы правительственной и военной связи (т. н. «ВЧ»), которые зачастую также назывались в народе «вертушкой». Более точными являются названия:
- АТС-1 (наиболее престижная система связи для абонентов высшей категории — первые лица государства, министры, заместители министра);
- АТС-2 (более широкая сеть городской правительственной связи — например, аппараты АТС-2 имеют директора департаментов федеральных министерств, руководители и заместители руководителей федеральных служб и агентств).

Наличие «вертушки» в рабочем кабинете (а ещё предпочтительнее — дома или «высший пилотаж» — на даче), было важным статусным показателем принадлежности к высшему рангу советской номенклатуры.
Регулярно модернизируемая система правительственных АТС продолжает действовать по настоящее время. Как таковая, «вертушка» не является защищённой (предназначенной для ведения секретных переговоров), однако увязана с другими правительственными системами защищённой связи долговременной криптостойкости, в том числе подвижной радиотелефонной системой («Кавказ») и др.

## Краткая история «Вертушки»
- сентябрь 1918 года — в телефонной комнате Кремля установлен 100-номерный коммутатор ЦБ-100/20.
- 1922 — в Кремле установлена автоматическая телефонная станция (АТС ВЦИК), число абонентов достигает 300 человек, часть телефонов установлена у высших партийных и советских деятелей на дому.
- 1947 год — для нужд Главного управления охраны (ГУО) МГБ создана система дуплексной подвижной радиосвязи «Интеграл-Градиент» (устанавливалась на автомобилях) и система радиоподвижной связи «Красная площадь» (для обеспечения радиосвязью мероприятий на Красной площади и в других местах).
- 1948 год — с введением в действие АТС городской связи машинной системы ёмкость служебной телефонной сети Кремля увеличена на 1000 номеров.
- 1954 год — ёмкость правительственной АТС (ПАТС) в Кремле составляет 3500 номеров за счёт установки коммутационного оборудования декадно-шаговой системы отечественного производства на 1000 номеров, внедрена 4-канальная система подвижной радиосвязи «Ай-Петри-Памир» с закрытием информации и дальностью радиосвязи без переприёма 50—60 км.
- 1960-е годы: в странах социалистического лагеря организованы свои сети правительственной связи, для чего им переданы станции и аппаратура ВЧ-связи и аппаратура засекречивания, шифры для которой изготовлялись в СССР и направлялись к местам назначения диппочтой.
- 1963 год — разработана и изготовлена система радиосвязи на Красной площади «Север» для связи оперативного состава в ходе мероприятий на Красной площади и в других местах.
- 1967 год — вступила в действие дуплексная радиоподвижная ультракоротковолновая незасекреченная система связи «Роса» (в конце 1960-х годов в автомобилях абонентов высшей категории установлена засекречивающая аппаратура временной стойкости).
- 1967—1968 годы — проведены работы по внедрению в полевую сеть правительственной связи аппаратуры засекречивания временной стойкости «Коралл» и гарантированной стойкости «Лагуна».
- 1968 год — на конец года в сеть автоматической телефонной правительственной связи включено 184 населённых пункта.
- 1970-е годы — в правительственных сетях телефонной связи осуществлен переход на использование телефонных аппаратов, разработанных по специальным требованиям.
- 1978 год — введена в эксплуатацию выделенная система правительственной городской автоматической телефонной связи для высшей категории абонентов на 1000 номеров, получившая наименование АТС-1, а существующая сеть городской правительственной связи (ПАТС) ёмкостью 5 000 номеров переименована в АТС-2.
- 1979 год — постановлением ЦК КПСС и СМ СССР № 558-183 от 13 июня 1979 года утверждено новое «Положение о правительственной связи», в соответствии с которым правительственная связь в СССР создавалась:
  - международная;
  - междугородная;
  - городская: Москва и Московская область, Ленинград и Ленинградская область (АТС Смольного) и др.;
  - с подвижными объектами;
  - полевая.
- 1980 год — ёмкость АТС-2 доведена до 6000 телефонных номеров.
- 1982 год — на базе зарубежного квазиэлектронного оборудования ёмкость АТС-1 увеличена до 2000 номеров.
- 1983 год — в Кремле введена в действие отечественная квазиэлектронная станция для сети правительственной связи АТС-2, а ёмкость сети АТС-2 составила 7000 номеров в Москве и 10 000 номеров по стране (с учётом зонных станций).
- 1997 год — правительственной связью охвачено около 300 городов и спецобъектов, телефонная связь предоставлена более 20 тысячам абонентов, документальной связью охвачено свыше 1600 органов власти и различных организаций, в 79 городах функционируют комплексы радиосвязи с подвижными объектами, которые обслуживают свыше 3 тысяч абонентов.

## Интересные факты
- Телефонный номер «вертушки» Ф. Э. Дзержинского — 007.
- В качестве телефонов «вертушки» с 1970-х годов использовались обычные со схемотехнической точки зрения четырёхпроводные аппараты, отличительной особенностью которых являлся герб СССР на номеронабирателе и повышенная защищённость от утечки радиоизлучений (экранирование деталей, графитовое напыление внутри корпуса).
- В Советском Союзе существовало строгое правило, согласно которому отвечать на звонки АТС-1 был обязан только владелец аппарата. В его отсутствие специальный дежурный должен был брать трубку со словами: «Аппарат товарища [Яковлева]». После распада СССР правила быстро стали уходить в прошлое, министры начали выводить аппараты АТС-2 и даже АТС-1 в приёмную. В результате дозвон по правительственной связи стал занимать практически столько же времени, сколько и по обычной городской, а престиж «вертушки» резко упал. Реставрация строгих правил началась в 1996 году по приказу В. С. Черномырдина[2][нет в источнике].
- На территории Академии ФСО в Орле открыт Музей правительственной связи.